# Басарова къща
Басарова къща (на гръцки: Αρχοντικό του Μπασάρα) е възрожденска къща в град Костур, Гърция. Сградата построена в средата на XVIII век и в 1965 година е обявена за паметник на културата.

## Местоположение
Разположена е в югоизточната част на града, на улица „Византио“ № 28, на южния вход на традиционния квартал Долца (Долцо), на кръстовище с още две запазени възрожденски къщи - Надзевата и Емануиловата.

## История
Построена е от цариградския търговец кир Михалис. На базата на сравнение с много сходната датирана в 1754 година Циациапова къща, Басаровата се датира в средата на XVIII век. Семейство Басарас развива активна търговска дейност през първата половина на XIX век в Цариград. Къщата е наричана и Алванова (αρχοντικό Αλβανού) по името на последния собственик.
В 1965 година къщта е обявена за паметник на културата.
В 1976 година къщата става държавна собственост. Има планове в нея да се направи музей на кожухарството.

## Описание
Къщата се състои от приземие, полуетаж (мецанин) и етаж, като е оригиналния си вид има и втори етаж. Формата ѝ е на удължен правоъгълник, разделен вътрешно със стена по дължината на две части. През една врата от улицата и през две врати от вътрепния двор се влиза в тясно, затворено павирано пространство с кръгла беседка в центъра, от което със стълба се стига до горните етажи и една тераса. Останалата половина на приземието има икономическо предназначение и е служила за склад за винените бъчви.
На полуетажа има три стаи. Югозападната стая има останки от оригиналния резбован таван. Югоизточната стая запазва първоначалното си оформление и също има резбовани панели на тавана. Третата стая на източната страна има балкон. Таванът е украсен с гипсови корнизи, а прозорците отвътре – с дървена обшивка и пиластри.
На етажа са гостните. Чардакът е с две повдигнати части в източната част. Югозападната стая има изключително красив дървен оцветен таван, който е най-ценната запазена част от украсата на къщата. Югоизточната стая е запазена в оригинален вид – с дървена декорация по стените и дървен неоцветен таван. Има цилиндрична камина с коничен връх, на който има релефен кръст. В оригинален вид е запазен и чардакът с миндери и неоцветен дървен таван, от който има пълен поглед към улицата и целия квартал. В западния му край дървена стълба е водела до втория етаж, а днес води към покрива. Етажът е разрушен в 1888 година.
В стените на сградата има каменни релефи с кръстове и други геометрични форми.